# Коронавірусна хвороба 2019 у Колумбії
Спалах коронавірусної хвороби 2019 у Колумбії — це поширення пандемії коронавірусної хвороби 2019 на територію Колумбії. Перший випадок хвороби в країні підтверджено 6 березня 2020 року в столиці країни Боготі. З 17 березня до 1 вересня уряд країни забороняв в'їзд до Колумбії всім, хто не є її громадянами, не проживають постійно на території Колумбії, або не є іноземними дипломатами, а станом на 30 вересня для в'їзду в країну необхідний негативний результат ПЛР-тесту, виданий протягом 96 годин до вильоту. Сухопутні та водні кордони залишалися закритими до 1 листопада.
До січня 2022 року Колумбію зачепили 4 хвилі епідемії: інфікування та смертність досягли піку в серпні 2020 року, знову в січні 2021 року після різдвяних свят, досягли нових максимумів у період з квітня по червень 2021 року, а четверта хвиля була підтверджена наприкінці грудня 2021 року після появи Омікрон-варіанту вірусу SARS-CoV-2.
«Підтверджений COVID-19» був основною причиною смерті в Колумбії в 2020 році, де до кінця календарного року коронавірус спричинив понад 50 тисяч летальних випадків. Ще 13 тисяч смертей у Колумбії того року були ймовірно спричинені COVID-19, що зробило «підозру на COVID-19» третьою за поширеністю причиною смерті.

## Хронологія

### Березень 2020
6 березня міністерство охорони здоров'я та соціального захисту Колумбії повідомило про виявлення в країні першого випадку коронавірусної хвороби — 19-річної жінки. яка нещодавно відвідувала італійське місто Мілан.
9 березня виявлено ще двох хворих коронавірусною хворобою.
11 березня виявлено 6 нових випадків хвороби, з них 3 в Медельїні, 2 в Боготі, один випадок виявлено в Картахені. Пізніше цього ж дня підтверджено ще 3 випадки хвороби, унаслідок чого загальна кількість хворих у країні зросла до 9.
12 березня в країні виявлено ще 4 випадки коронавірусної хвороби, 2 з яких зареєстровано в Боготі та ще 2 у Нейві. Уряд країни оголосив у країні стан надзвичайної епідеміологічної ситуації, та заборонив проведення масових заходів за участю більше ніж 500 осіб, обмеживши також заходження круїзних туристичних суден у морські порти країни.
13 березня в країні виявлено 3 нових випадки коронавірусної хвороби — один у Боготі, один у Пальмірі, та ще один у Вільявісенсіо. Президент країни Іван Дуке Маркес оголосив, що з 16 березня обмежується в'їзд до Колумбії тих громадян. які відвідували Європу або Азію протягом останніх 14 днів. Громадяни Колумбії та особи, які постійно в ній проживають, можуть повернутися до країни, проте вони повинні пройти обов'язковий 14-денний карантин. Окрім цього, президент Колумбії повідомив, що Колумбія з 14 березня закриє всі прикордонні переходи на кордоні з Венесуелою. Агентство «Associated Press» повідомило, що низка експертів висловили занепокоєння тим, що криза біженців у Венесуелі може спричинити різке зростання числа випадків коронавірусної хвороби.
Уночі 15 березня міністерство охорони здоров'я країни повідомило про виявлення 11 нових випадків коронавірусної хвороби в країні, унаслідк чого загальна кількість випадків коронавірусної хвороби в країні зросла до 45. З цих 11 випадків 6 зареєстровано в Боготі, 4 в Нейві та 1 у місті Факататіва. Президент країни Іван Дуке Маркес разом із міністрами освіти та охорони здоров'я оголосив про призупинення занять у всіх державних та приватних школах і вищих учбових закладах країни.
Уранці 16 березня повідомлено про виявлення ще 9 нових випадків хвороби в Боготі. Пізніше того ж дня в столиці країни зареєстровано ще 3 додаткових випадки хвороби, внаслідок чого загальна кількість хворих у країні досягла 57. Президент країни оголосив про закриття усіх сухопутних та морських кордонів країни за узгодженням з урядами Еквадору, Перу і Бразилії. У департаментах Мета, Сантандер та Кордова введено комендантську годину.
Уранці 17 березня міністерство охорони здоров'я країни повідомило про виявлення ще 8 випадків хвороби. Пізніше того ж дня виявлено ще 10 випадків хвороби, загальна кількість виявлених випадків у країні зросла до 75. Алькальд Картахени розпорядився продовжити комендантську годину в місті, яка раніше розповсюджувалась лише на центр міста з 10 вечора до 4 годин ранку, на все місто з 6 годин вечора до 4 годин ранку в будні дні, та цілодобово у вихідні дні. Алькальд Боготи Клаудія Лопес оголосила про заборону пересування у місті на подовжені вихідні з 20 до 23 березня. У цей період додатково дозволяється вихід на вулицю для допомоги людям похилого віку та інвалідам, а також персоналу служб доставки. Власникам домашніх тварин дозволяється їх вигулювати протягом 20 хвилин, і один із членів родини може вийти для закупівлі продуктів.
17 березня в 21:00 по місцевому часу у зверненні до народу президент Колумбії оголосив про введення надзвичайного стану в країні, та оголосив про проведення низки економічних заходів, які оголошені наступного дня. Першим оголошеним заходом стала обов'язкова ізоляція з 7 годин ранку 20 березня до 31 травня усіх осіб старших 70 років. Вони повинні знаходитися постійно за місцем свого проживання, та не виходити на вулицю, за винятком придбання їжі, або для отримання медичних чи фінансових послуг. Владні структури країни отримали доручення полегшити отримання пенсій, медичної допомоги та придбання медикаментів за місцем проживання осіб похилого віку, а також доставку їжі додому для осіб похилого віку.
Увечері 20 березня президент країни Іван Дуке Маркес ввів у країні 19-денний загальнонаціональний карантин з 24 березня опівночі до 12 квітня опівночі.
21 березня міністерство охорони здоров'я Колумбії повідомило про першу смерть від коронавірусної хвороби в країні. повідомлено, що померлий був 58-річним чоловіком, який працював водієм таксі у Картахені, та 4 березня перевозив італійських туристів у своєму таксі. З даних медичного обстеження, симптоми хвороби в нього виявилися за два дні. Спочатку коронавірусна хвороба не вважалась причиною його смерті, оскільки перед смертю його обстежували на COVID-19, і результат обстеження був негативний. Проте в його сестри виявили коронавірусну хворобу. Після смерті цього хворого національний інститут охорони здоров'я ще раз проаналізував зразки біоматеріалу, взяті від нього, та встановив, що вони взяті неправильно, після чого, зважаючи на хворобу його сестри, продовжити епідеміологічне розслідування. Врешті національний інститут охорони здоров'я вирішив, що цей водій таки був хворий, оскільки у його сестри не знайдено інших можливих варіантів інфікування.
22 березня повідомлено про другу смерть від коронавірусної хвороби в країні, 70-річної жінки з Юмбо, дочка якої 2 березня повернулась з Куби, де, за її словами, вона контактувала з двома громадянами США, в одного з яких підтверджено позитивний результат на коронавірус. Цього дня також зареєстровано 21 новий випадок коронавірусної хвороби, загальна кількість випадків у країні зросла до 231.
26 березня в Колумбії зареєстровано лише 21 новий випадок коронавірусної хвороби, що значно менше, ніж у попередні дні, коли фіксувалося по 90 нових випадків хвороби. Національний інститут охорони здоров'я країни пояснив це зниження пошкодженням апарату, який готував зразки для обробки та діагностики випадків інфікування коронавірусом, що й вплинуло на швидкість обробки та отримання результатів.

### Квітень
6 квітня президент країни Іван Дуке Маркес оголосив у щоденному телевізійному зверненні до народу про продовження загальнонаціонального локдауну до 27 квітня для сповільнення поширення коронавірусної хвороби. Під час цього виступу міністр охорони здоров'я Колумбії Фернандо Руїс повідомив, що кількість нових випадків коронавірусної хвороби у країні виявилась нижчою, ніж очікувалось. За розрахунками міністерства, до 4 квітня кількість випадків коронавірусної хвороби в країні могла становити 5700, у дійсності в країні зареєстровано дещо більше, ніж 1400 випадків коронавірусної хвороби. Під час виступу президента також повідомлено, що підприємства, які постраждали внаслідок пандемії та карантину, отримають безпроцентний кредит на загальну суму 12 трильйонів колумбійських песо (2,9 мільярдів доларів США).
9 квітня алькальд Боготи Клаудія Лопес оголосила про введення гендерних карантинні заходи, відомі як Pico y género, щоб зменшити вихід людей на вулицю протягом дня. Згідно цього правила, жінки мають право виходити на вулицю в місті у невідкладних справах, таких як закупка продуктів, у непарні дні, тоді як чоловіки повинні були виходити у невідкладних справах у парні дні. Правило однозначно допускає самовизначення гендерної ідентичності там, де в ньому згадується про існування трансгендерних людей; проте це правило здійснило негативний вплив на трансгендерну спільноту. Від карантину також постраждали незареєстровані та вуличні працівники, які працювали поденно за фіксовану платню. Іншим подібним обмеженням, яке ввели частина муніципалітетів та державних установ, було так зване Pico y cédula, згідно якого дозволявся вихід на вулицю особам, у яких остання цифра номеру посвідчення особи співпадала з відповідним днем тижня (від ісп. cédula — посвідчення особи).
10 квітня пенітенціарна служба Колумбії повідомила про першу смерть ув'язненого від коронавірусної хвороби — 63-річного чоловіка, який знаходився в ув'язненні у в'язниці міста Вільявісенсіо до 1 квітня, та помер у міській лікарні за шість днів. Наступного дня помер ще один 78-річний ув'язнений, наступна смерть у цій в'язниці від коронавірусної хвороби сталась 17 квітня. Того ж дня повідомлено, що в цій в'язниці хворими на COVID-19 є ще 13 ув'язнених та 7 охоронців. 23 квітня повідомлено, що у в'язниці Вільявісенсіо зареєстровано вже 109 випадків коронавірусної хвороби.
20 квітня президент країни повідомив про продовження загальнонаціонального карантину до 11 травня, проте промисловим та будівельним підприємствам дозволено відкритися з 27 квітня за умови дотримання відповідних санітарно-епідеміологічних вимог. Міжнародне та внутрішнє транспортне сполучення далекого сполучення залишається призупиненим до кінця травня, також до кінця травня призупинено міжміський транспорт. У містах громадський транспорт зобов'язаний працювати з максимальною місткістю 35 %. Також дозволено працювати самозайнятим особам.

### Травень
5 травня президент країни Іван Дуке Маркес оголосив про продовження загальнонаціонального карантину на два тижні до 25 травня. Також він повідомив, що дозволено працювати 11 видам підприємств з 11 травня, зокрема автомобільній, меблевій промисловості та промисловості з виробництва одягу, а також оптовій торгівлі та частині видів роздрібної торгівлі, а саме торгівлі книгами, галантереєю та канцтоварами. Дітям у віці від 6 до 17 років дозволено перебувати на вулиці тричі на тиждень до 30 хвилин, а діти віком менш ніж 14 років повинні супроводжуватись дорослою особою, яка не належить до групи високого ризику (люди старші 70 років або з важкими хворобами). Також муніципалітети, де немає зареєстрованих випадків COVID-19, також можуть повністю відновити роботу усіх підприємств на своїй території за погодженням з місцевими, регіональними та центральними органами влади. Заклади громадського харчування, тренажерні зали та клуби, розташовані у приміщеннях, повинні бути закриті до повного припинення епідемії.
8 травня алькальд Боготи Клаудія Лопес оголосила про нові заходи щодо запланованого відновлення економіки. Дозволено відновити роботу усім будівельним компаніям за умов дотримання санітарно-епідеміологічних вимог з 11 травня при встановленні робочого дня для них з 10 ранку до 7 вечора. Промислові підприємства можуть відновити роботу з 18 травня за умови дотримання санітарно-епідеміологічних вимог та при встановленні робочого часу з 10 години ранку до 5 вечора (за необхідності роботи у більш ніж одну зміну робочий час буде залежати від кількості працюючих на підприємстві), заклади оптової та роздрібної торгівлі можуть поновити роботу 25 травня із встановленням робочого дня для них з 12 години дня до 12 години ночі. Оскільки відновлення роботи більшості підприємств та закладів зробить захід pico y género непрацюючим, оскільки дуже багато людей будуть виходити з дому для того, щоб дістатись до роботи, незалежно від статі, це обмеження було знято 11 травня. У Боготі в районі Кеннеді оголошено оранжевий рівень безпеки, оскільки саме в цьому районі міста зареєстровано найбільше випадків коронавірусної хвороби. Мешканці цього району повинні дотримуватися суворого карантину, та виходити з дому лише за нагальної потреби. Вулична торгівля та несанкціонована фізична активність у цьому районі заборонені. Цей район мав контролюватися органами охорони здоров'я протягом двох тижнів.
Того ж дня, 5 травня, національний інститут охорони здоров'я повідомив про виявлення 595 нових випадків коронавірусної хвороби у своєму щоденному звіті, внаслідок чого загальна кількість підтверджених випадків хвороби в країні зросла до 10051. Найбільше нових випадків зареєстровано в Боготі — 225. У країні за добу помер 21 хворих унаслідок коронавірусної хвороби, загальна кількість померлих у країні унаслідок коронавірусної хвороби зросла до 228, в країні також зареєстровано загалом 2424 одужань після коронавірусної хвороби. Цього дня проведено 3887 обстежень на коронавірус, з початку епідемії в березні було проведено понад 123700 обстежень.
У другу неділю травня в Колумбії широко відзначається день матері (у 2020 році 10 травня), і це свято в країні супроводжується значним вживанням алкогольних напоїв, масовими гуляннями та бійками. У зв'язку з цим низка департаментів та муніципалітетів країни ухвалили рішення ввести комендантську годину та заборонити продаж алкогольних напоїв на своїй території з п'ятниці увечері до ранку понеділка, для запобігання поширенню коронавіруса.
14 травня уряд Колумбії за поданням міністерства внутрішніх справ наказав губернатору департаменту Амасонас та алькальду Летісії призупинити усі види економічної активності у регіоні, за винятком забезпечення охорони здоров'я, постачання товарів та надання життєво важливих послуг, та оголосити локдаун в департаменті до 30 травня. Це рішення пов'язано зі швиким зростанням кількості хворих коронавірусною хворобою в департаменті після підтвердження першого випадку хвороби 17 квітня, після чого кількість випадків хвороби в департаменті до цього дня зросла до 924 випадків, при захворюваності на COVID-19 90 з на 10 тисяч жителів у департаменті. За повідомленнями національної інституту охорони здоров'я, це був найвищий показник у країні на цей день, зокрема в Боготі цей показник цього дня складав лише 5,5 на 10 тисяч жителів.
17 травня до Колумбії прибув гуманітарний авіарейс, на якому до країни повернулися 366 громадян Колумбії. У зв'язку з обмеженням транспортного сполучення ці громадяни застрягли в низці країн на чотирьох континентах. Після прибуття до країни вони повинні були відбути 14-денний карантин.
19 травня президент країни повідомив про нове продовження локдауну в країні до 31 травня, а також про продовження дії стану надзвичайної епідеміологічної ситуації до 31 серпня. З 1 червня заплановано розпочати новий етап послаблення карантину, коли буде дозволено відкритися музеям, бібліотекам та побутовим службам, школи та університети продовжують працювати в режимі онлайн-навчання до серпня, коли університетам дозволять відкритись за моделлю чергування між заняттями в аудиторіях та онлайн-заняттями. Особи старші 70 років мають знаходитись у карантині до 30 червня.
23 травня національний інститут охорони здоров'я повідомив про виявлення в країні 20177 підтверджених випадків коронавірусної хвороби, за останню добу в країні зареєстровано 1046 випадків хвороби. Це стало першим випадком. коли кількість випадків хвороби за добу в країні перевищила 1000 від 6 березня, коли був виявлений перший випадок хвороби в країні.
28 травня повідомлено про продовження загальнонаціонального карантину в країні до 1 липня. У той же час отримали дозвіл відкритися більше підприємств сфери послуг, зокрема перукарні та торгові центри, які можуть відновити свою роботу з 1 червня з дозволу місцевої влади, частково знято обмеження на пересування в деяких частинах країни. Проте місцева влада у деяких містах, зокрема Богота, Калі (в якому оголошено «оранжева тривога»), Барранкілья і Картахена, відразу ж заявили, що всі обмеження в цих містах продовжують діяти, а відновлення економічної діяльності в них відкладається на два тижні.
30 травня алькальд Боготи Клаудія Лопес оголосила про повний локдаун району Кеннеді на два тижні, починаючи з 1 червня до 14 червня опівночі. Таке рішення було прийнято у зв'язку з тим, що в районі зареєстровано понад 2 тисячі випадків коронавірусної хвороби, що є найвищим показником у місті. У районі скасовані всі дозволи на вихід на вулицю, окрім життєво необхідних. Усі підприємства, що відновили діяльність в районі Кеннеді, закриті повторно, заборонено також будь-яка фізична активність на вулиці в районі.

### Червень
2 червня в Колумбії зареєстровано 40 смертей унаслідок коронавірусної хвороби, після чого загальна кількість смертей від COVID-19 у країні перевищила 1000, досягнувши кількості 1009. на цей день найбільше смертей від коронавірусної хвороби зареєстровано в Боготі, де померло 258 хворих. Увечері цього дня міністерство освіти Колумбії видало розпорядження для регіональних та місцевих освітніх закладах, а також для приватних учбових закладів та дитсадків, у якому говориться, що учні та студенти будуть навчатися вдома онлайн до 31 липня, та запроновано учбовим закладам організувати протоколи для поступового повернення студентів та учнів до аудиторій за моделлю почергового навчання починаючи з 1 серпня, за погодженням з органами охорони здоров'я. Це рішення несхвально зустрінуте батьками учнів, які висловили стурбованість за майбутній стан здоров'я своїх дітей. 16 червня асоціація приватних навчальних закладів заявила про намір не повертатися до занять в аудиторіях, та закінчити навчальний рік онлайн.
У своєму щоденному звіті за 7 червня міністерство охорони здоров'я повідомило про перший позитивний випадок у департаменті Ґуав'яре, після чого у всіх департаментах Колумбії зареєстрований щонайменше один випадок COVID-19.
15 червня алькальд Боготи Клаудія Лопес оголосила «оранжеву тривогу» в міських лікарнях, маючи дані, що кількість місць у лікарнях, які займають хворі коронавірусною хворобою в місті, перевищила 54 %. Це означало, що, починаючи з 16 червня, міська влада через свій Центр реагування на надзвичайні ситуації та катастрофи офіційно приймає керівництво та контроль над усіма відділеннями інтенсивної терапії як у державних, так і в приватних лікарнях, а також буде контролювати направлення пацієнтів з COVID-19 в стаціонар, оцінюючи його доцільність, а також місце госпіталізації відповідно до критеріїв близькості та доступності. Вона також повідомила про введення заходу Pico y cedula для контролю доступу до торговельних та сервісних закладів, зокрема банків, супермаркетів та нотаріусів, а також ввела двотижневий загальний локдаун у районах міста Сьюдад-Болівар, Суба, Енгатива та Боса. У Барранкільї алькальд Хайме Пумарехо оголосив «оранжеву тривогу», увівши подібні до заходів у Боготі заходи в міській лікарні у зв'язку з постійним збільшенням кількості випадків хвороби у місті, де 15 червня виявлено 798 нових випадків, що вдвічі перевищує квількість нових випадків, зафіксованих у Боготі того ж дня.
16 червня повідомлено, що група колишніх високопосадовців з 25 осіб старших 70 років, зокрема колишній міністр фінансів Рудольф Хоммес, колишній міністр внутрішніх справ і віце-президент Умберто де ла Кальє, колишній міністр з питань зайнятості та тичасовий керівник Боготи Клара Лопес Обрегон, політик Альваро Лейва, а також колишній алькальд Калі Моріс Армітахе, розпочали акцію протесту проти дій уряду, яка отримала назву Rebelión de las canas («Повстання сивого волосся»), оскільки вони вважали, що їх основні права порушуються обмеженнями пересування, встановленими для літнього населення під час пандемії. Вони також стверджували, що їх дискримінує уряд, виділяючи їх як спеціальну групу та захищаючи їх проти власної волі, тим самим заперечуючи їх право приймати рішення щодо самостійного захисту від хвороби. У відповідь на ці заяви президент країни Іван Дуке Маркес заявив, що вони не зазнають дискримінації, і що вжиті заходи спрямовані на піклування про них та захист їхнього життя.
21 червня у країні померли 111 хворих коронавірусною хворобою, що стало першим випадком, коли з початку епідемії в країні за добу помело більш ніж 100 хворих. На цей день у більш ніж половині муніципалітетів країни (575 з 1122) зареєстровані випадки коронавірусної хвороби, порівняно з лише 196 у квітні, тобто щодня у середньому 6 нових муніципалітетів повідомляли про перші випадки хвороби. У 5 муніципалітетах країни сконцентровано 65,2 % усіх позитивних випадків хвороби: Богота, Барранкілья, Картахена, Калі та Соледад у департаменті Атлантико, у цьому департаменті, а також департаменті Сан-Андрес-і-Провіденсія випадки хвороби зареєстровані у всіх муніципалітетах департаменту. У той же час у 129 муніципалітетах країни на той день вже не було активних випадків хвороби, оскільки зареєстровані раніше хворі або одужали, або померли. За попередній тиждень швидкість поширення епідемії в країні різко зросла, оскільки лише за чотири дні зареєстровано 10 тисяч нових випадків хвороби, у порівнянні з початком епідемії така кількість хворих у країні зареєстрована за два перших місяці поширення хвороби в країні. Рівень смертності на 1 мільйон осіб у країні з 8 травня зріс більш ніж у 4 рази з 9 до 39.
23 червня президент країни Іван Дуке Маркес оголосив про шосте продовження загальнодержавного карантину до 15 липня з тими самими обмеженнями та послабленнями, які діяли до цього моменту. Відновлення діяльності різних секторів економіки залежить від рішення місцевих органів влади, тоді як пробне відновлення роботи деяких закладів, зокрема ресторанів та релігійних закладів, розпочалось у муніципалітетах з низькою кількістю заражень коронавірусом.

### Липень
1 липня міністерство охорони здоров'я країни повідомило про 4163 нових випадки хвороби із 18054 оброблених тестів, після чого в Колумбії показник підтверджених випадків хвороби перевищив 100 тисяч випадків, досягнувши кількості 102009 випадків. Цього дня у країні також зареєстровано 136 смертей та 1334 випадки одужання після коронавірусної хвороби, унаслідок чого з початку епідемії в країні зареєстровано 3470 смертей та 43407 одужань.
3 липня повідомлено, що суддя в Боготі виніс рішення на користь групи «Rebelión de las canas», згідно якого уряд має дозволити людям похилого віку залишати свої домівки для фізичної активності на відкритому повітрі дві години щодня тричі на тиждень у спеціально відведений для цього час. Після публікації цього рішення президент Іван Дуке Маркес заявив, що він буде виконувати це рішення, проте закликав людей похилого віку залишатися вдома через докази більшої смертності від коронавірусної хвороби цієї частини населення. Також він заявив, що уряд подасть апеляцію на це рішення. Окрім цього президент повідомив про те, що муніципалітети, які не мають активних випадків коронавірусної хвороби або з низьким рівнем зараження, можуть надавати дозвіл на відкриття ресторанів, театрів та тренувальних залів за суворими протоколами. За словами президента, станом на той день 490 з 1122 муніципалітетів країни не повідомляли про активні випадки COVID-19, 100 мали низький рівень зараження, а ще 295 не повідомляли про випадки за останні три тижні. Також повідомлено, що буде відновлено внутрішні авіарейси між Букарамангою та Кукутою, причому дата першого рейсу визначається за взаємною домовленістю з міською владою обох міст. 16 липня президент країни оголосив, що перший рейс за цим маршрутом відновлюється 21 липня.
9 липня алькальд Калі Хорхе Іван Оспіна повідомив, що в місті з експериментальною метою для лікування ранніх стадій коронавірусної хвороби буде застосовуватися препарат івермектин, який буде призначатися з метою запобігання прогресування хвороби та зменшення вірусного навантаження, унаслідок чого зменшується кількість важких випадків хвороби, які потребують госпіталізації у відділення інтенсивної терапії. Повідомлено, що цей препарат, який застосовується переважно як протиглисний засіб, застосовувався для лікування коронавірусної хвороби в Еквадорі, Перу та на Кубі з позитивними результатами. Незважаючи на те, що попередньо зазначалось про відсутність наукових доказів ефективності івермектину в лікуванні хворих COVID-19, Національний інститут нагляду за продуктами та ліками дозволив проведення клінічного дослідження в Калі за участю 400 хворих протягом 28 днів для визначення ефективності препарату для лікування коронавірусної хвороби. Після повідомлення алькальда міста помічено, що жителі Калі самі пішли до аптек, щоб купити собі івермектин, після чого вищі владні структури країни та провідні медичні експерти країни попросили жителів міста не займатися самолікуванням.
10 липня алькальд Боготи Клаудія Лопес повідомила про початок серії 14-денних локдаунів по районах міста, які розпочнуться з 13 липня, як захід для подолання піку пандемії, який очікувався в місті на початку серпня. 15 з 20 районів міста поділені на три групи, причому у першій з них, яка включала райони Сьюдад-Болівар, Сан-Крістобаль, Рафаель-Урібе-Урібе, Чапінеро, Санта-Фе, Усме, Лос-Мартірес і Тунхуеліто, локдаун введено з 13 по 26 липня. У другій групі районів, до якої входять райони Боса, Кеннеді, Пуенте-Арандута та Фонтібон, локдаун буде введено з 27 липня по 9 серпня, тоді як в групі районів, яка включає райони Суба, Енгатіва та Барріос-Унідос, локдаун буде введений з 10 по 23 серпня.
13 липня у зв'язку з постійним збільшенням захворюваності на коронавірусну хворобу в Медельїні та департаменті Антіокія алькальд Медельїна Даніель Кінтеро оголосив у місті «стан підвищеної уваги» з координацією дій з владою департаменту та центральним урядом. Цей захід передбачав, що в Медельїні та інших муніципалітетах, що складають столичний район долини Абурра, буде вводитися суворий карантинний режим протягом чотирьох днів тижня з послабленням карантинного режиму протягом трьох днів (п'ятниця, субота, неділя). Якщо святковий день з вихідним випадає на понеділок, то в такий день карантинний режим продовжує діяти. Алькальд Медельїна підтвердив 28 липня, що в нього також виявлено позитивний тест на коронавірус, і хвороба в нього перебігала безсимптомно.
На 16 липня низка великих міст країни, незважаючи на збільшення потужності лікарняних закладів, повідомляли про значний відсоток заповненості реанімаційних відділень: 91 % у Боготі, 86 % у Медельїні, 95 % у Калі та 82 % у Монтерії, тоді як у Ріоачі та Кібдо залишались вільними менше 10 ліжок. У Барранкільї, де в середині червня оголошено помаранчеве попередження, у пік заповнюваності заповненість відділень інтенсивної терапії становила 90 %, проте на цей час повідомлено, що заповнюваність знизилася до 73 %.
28 липня міністр охорони здоров'я країни Фернандо Руїс заявив в інтерв'ю W Radio, що Колумбія підписала конфіденційну угоду з двома фармацевтичними компаніями щодо придбання вакцини проти COVID-19. Згідно даних засобів масової інформації, компаніями, з якими були підписані ці угоди, були «Pfizer» та «AstraZeneca», які в цей час розробляли вакцину проти коронавірусної хвороби у співпраці з Оксфордським університетом. За підрахунками міністра, на першому етапі передбачалося вакцинувати 6 мільйонів осіб, і Руїс повідомив, що крім цих двох угод країна має намір досягти домовленостей про постачання вакцини щонайменше з трьома іншими компаніями. Того ж дня щоденна кількість нових випадків хвороби в країні вперше з початку епідемії перевищила 10 тисяч, згідно повідомлення національного інституту охорони здоров'я за цей день виявлено 10284 нових випадків хвороби. Під час свого щоденного виступу по телебаченню президент країни Іван Дуке Маркес повідомив про подальше продовження загальнодержавного карантину на один місяць до 30 серпня. Президент також заявив, що муніципалітети, в яких немає випадків хвороби або які мають низький рівень інфікованості COVID-19, можуть продовжувати політику поступового відкриття підприємств та закладів, проте уникаючи великих скупчень населення, тоді як райони з високим рівнем інфікованості продовжують застосовувати більш жорсткі обмеження.

### Серпень
5 серпня повідомлено, що в колишнього президента країни Альваро Урібе підтвердився позитивний тест на коронавірус при безсимптомному перебігу хвороби. Також повідомлено, що у двох його синів Томаса і Херонімо також підтверджено позитивний тест на коронавірус.
11 серпня повідомлено, що міністерства охорони здоров'я та внутрішніх справ країни дали дозвіл на відновлення шести авіарейсів від аеропорту Медельїн Кордова в Ріонегро, який обслуговує друге за величиною місто Колумбії Медельїн. Цими авіарейсами стали рейси до Букараманги, Кукути, Перейри, Манісалеса, Арменії та острова Сан-Андрес. До 13 серпня підтверджено, що дозволено відновити роботу 15 аеропортам, з яких будуть проводитись пілотні рейси: крім Букараманги, Кукути та Ріонегро, дозволено виконувати рейси з аеропортів міст Пальміра (обслуговує Калі), Соледад (обслуговує Барранкілью), Картахена, Санта-Марта, Арменія, Перейра, Манісалес, Медельїн, Монтерія, Богота, Чачагуї (обслуговує Пасто) та Сан-Андрес за погодженням між місцевими органами влади відповідних міст, при цьому аеропорт міста Вільявісенсіо також представило пропозицію щодо відновлення рейсів до вказаного міста та назад. Алькальд Боготи Клаудія Лопес заявила, що авіарейси з Боготи будуть відновлені з 1 вересня рейсами до Картахени, Летісії та Сан-Андреса, оскільки ці пункти призначення затверджені Міністерством охорони здоров'я, із врахуванням того, що на той час вони вже пройшли пік епідемії, та окрім того відповідають епідеміологічним критеріям. Подомлено також, що для в'їзду на острів Сан-Андрес буде необхідно пред'явити негативний тест на COVID-19, який мандрівникам доведеться пройти за два дні до польоту.
12 серпня влада департаменту Какета та його центру Флоренсії прийняли рішення оголосити локдаун на території департаменту строком на 10 днів з 15 по 25 серпня у зв'язку з експоненціальним зростанням кількості випадків хвороби в департаменті, коли загальна кількість випадків хвороби в департаменті за останні три тижні зросла з 300 до 2794. Після аналізу захворюваності місцевою філією Колумбійського медичного коледжу суворий карантин розглядався як можливий ефективний захід для зниження як кількості випадків хвороби, так і навантаження на медичні служби департаменту, оскільки зайнятість відділень інтенсивної терапії перевищила 90 %, а затримка з отриманням результатів тесту на коронавірус досягала 10 днів.
13 серпня алькальд Боготи Клаудія Лопес оголосила, що на понад 1,2 мільйона осіб, які проживають у районах Усакен, Чапінеро, Санта-Фе, Ла-Канделарія, Теусакільйо, Пуенте-Аранда та Антоніо-Наріньо, накладається двотижневий суворий карантин з 16 до 30 серпня, оскільки в цих районах все ще утримується високий приріст нових випадків хвороби та висока частота місцевого інфікування коронавірусом. Деякі з цих районів, зокрема Пуенте-Аранда, Чапінеро, Санта-Фе та Антоніо-Наріньо, вже знаходились під секторальним карантином, але ці райони знову потрапили в карантин, оскільки вищезазначені показники не знижувалися. Це рішення спричинило неоднозначну реакцію серед населення: частина жителів районів, у яких введений карантин, хвалили це рішення, інші жителі, у тому числі торговці та підприємці, висловили свою незгоду з цим рішенням та організовували акції протесту.
20 серпня виявлено спалах в будинку престарілих у Манісалесі, де в 74 осіб похилого віку виявили позитивний результат на COVID-19 після першого випадку, виявленого 17 серпня, після чого проведено протиепідеміологічними заходами та проведення швидких тестів, унаслідок чого виявлений негативний результат у 11 мешканців закладу, 12 позитивних випадків серед робітників закладу, ще 9 працівників очікували остаточного результату тестування. Одного з хворих довелося доставити в реанімаційне відділення, а інших ізолювали в міських готелях.
Уранці 21 серпня від ускладнень коронавірусної хвороби в лікарні міста Барранкілья помер алькальд міста Репелон у департаменті Атлантико Едуардо Пауло Мендоса, куди він потрапив за кілька днів до цього у зв'язку з важким перебігом хвороби. Повідомлено, що в нього була низка хронічних хвороб, включно з артеріальною гіпертензією, що ускладнило в нього перебіг хвороби.
24 серпня президент країни Іван Дуке Маркес повідомив, що карантинні обмеження, які діяли в країні з березня, закінчаться 1 вересня, починаючи з цього дня принаймні протягом одного місяця у країні запроваджується новий етап обмежень під назвою «селективна ізоляція», який спрямований на виділення лише конкретних випадків інфікування або підозр на інфікування коронавірусом та їх найближчого оточення, а також скасування більшості обмежень на пересування для решти населення. На думку колумбійського уряду, це рішення було прийнято у зв'язку з тим, що більшість великих міст країни знаходяться на плато кривих нових випадків інфікування коронавірусом, а в частині з них вже спостерігається тенденція до зменшення кількості нових випадків та смертей, що дозволить пришвидшити реактивацію економічної діяльності в країні. Концерти, спортивні та інші заходи, які можуть спричинити масові скупчення людей, залишатимуться забороненими, заборонено й надалі також споживання алкоголю в громадських місцях, місцева влада зберігає повноваження утримувати частину карантинних заходів, переважно в містах з найбільшим поширенням хвороби. Президент також зазначив, що надзвичайна ситуація в галузі охорони здоров'я, яка діяла в країні, буде продовжена до 30 листопада.
Того ж дня міністр охорони здоров'я країни Фернандо Руїс підтвердив участь колумбійських добровольців у III фазі клінічних випробувань вакцини Ad26.COV2.S, розробленої компанією «Janssen Pharmaceutica». Клінічні випробування повинні були відбутися у вересні 2020 року, як тільки з'явиться звіт про попередні стадії клінічних випробувань цієї вакцини. Міністр також додав, що вже підписано угоду про конфіденційність, яка дозволить країні отримати доступ до вакцини.
26 серпня у Боготі знову спеціальною постановою закрито розважальні заклади в приміщенні, включно бари, танцювальні клуби, казино та інші заклади азартних ігор, та ігрові аркади. Залишалось незрозумілим, чи буде дозволено роботу відкритих розважальних закладів у парках. Колумбійська асоціація розважальних закладів та атракціонів, яка має шість парків під відкритим небом у Боготі, планувала у цей час знову відкрити свої атракціони.

### Вересень
8 вересня стало відомо, що 41-річний чоловік, який летів рейсом з Боготи до Картахени 2 вересня бізнес-рейсом, та пройшов усі фільтри скринінгу та біобезпеки в обох аеропортах, помер від COVID-19. Симптоми хвороби в нього розпочали проявлятися ввечері того самого дня після прильоту, а через три дні його госпіталізували до лікарні, оскільки його стан погіршився, підтверджено позитивний результат на коронавірус, і незабаром помер. Після підтвердження діагнозу заклади охорони здоров'я Картахени провели відстеження всіх пасажирів рейсу, а також усі можливі близькі контакти померлого, які могли знаходитися в радіусі 2 метрів від пацієнта, для проведення епідеміологічного нагляду та проведення за необхідністю обстеження контактних випадків.
У цей час відбулось різке зниження виявлених випадків хвороби, незважаючи на те, що середня кількість проведених тестів за день зберігалася (від 20 тисяч до 25 тисяч ПЛР-тестів та від 7 до 10 тисяч визначень антитіл), 7 вересня повідомлено про 5327 нових випадків хвороби за добу, при проведенні 21856 тестів ПЛР та 8760 тестів на антиген, тоді як за попередні три дні в середньому було зареєстровано понад 8 тисяч випадків хвороби, що сигналізувало про тенденцію до зниження кількості випадків. Денна смертність також знизилася, та складала на цей день 203 хворих, повернувшись до рівнів, досягнутих за місяць-два до цього.
10 вересня міністр охорони здоров'я країни Фернандо Руїс зробив аналіз ситуації з перебігу епідемії в країні через шість місяців після її початку. За словами міністра, епідемія поширювалася в країні подібно до решти країн світу, та поділила країну на 4 зони відповідно до ступеня ураженості різних міст країни. Перший етап із дуже швидким, сильним і серйозним поширенням спостерігався у місті Летисія, ситуація в цьому місті була більш схожою на ситуацію в Бразилії, другий етап спостерігався у прибережних містах, таких як Барранкілья, Картахена, Буенавентура, Тумако та Кібдо. Третій етап, який спостерігався на той час, включав різке зростання випадків хвороби в найбільших містах країни, таких як Богота, Медельїн та Калі, тоді як четвертий етап очікувався в середніх містах, таких як Букараманга, Кукута, Попаян, Пасто та інших, з повільнішим ростом кількості випадків у деяких містах, зокрема Манісалесі, де кількість нових випадків розпочала зростати дещо пізніше. Ще пізніше розпочнеться останній етап епідемії, коли епідемія пошириться на рідкозаселені райони країни, а також невеликі муніципалітети, де до того часу поширення хвороби було дуже низьким.
У середині вересня повідомлено, що сенатор Карлос Фернандо Мотоа звернувся до Національного інституту охорони здоров'я з проханням пояснити причини зменшення кількості тестів на коронавірус за добу, яка різко зменшилась за останні тижні, незважаючи на те, що у країні була можливість проводити 50 тисяч тестів за день. У відповіді на це звернення директор національного інституту охорони здоров'я Марта Оспіна пояснила в документі, надісланому комісії сенату, що обробка матеріалу лабораторіями не затягується, оскільки вони перевіряють всі зразки і оприлюднюють результати протягом 30 годин, а деякі з них протягом 9 годин, і що зменшення кількості тестів було зумовлене кількома факторами, включаючи зменшення кількості госпіталізованих та важких хворих із COVID-19, зміни в керівних принципах тестування, та зменшення обсягу скринінгу населення.
21 вересня алькальд Боготи Клаудія Лопес оголосила про скасування кількох обмежень, що існували в місті, з наданням дозволу на відкриття низки закладів сфери послуг, закриття яких були частиною заходів, спрямованих на стримування пандемії, таких як pico y cédula, чим обмежувався доступ до закладів сфери послуг, у тому числі дозволено щодення робота ресторанів та інших закладів громадського харчування, які до цього могли працювати лише кілька днів на тиждень. Єдиними обмеженнями, що залишились без змін, стали обмеження щодо часу в'їзду за районами міста для запобігання скупчення тисяч людей у міському громадському транспорті в години пік.
28 вересня президент країни повідомив про продовження етапу «селективної ізоляції», який діяв з 1 вересня, до кінця жовтня, зберігаючи обмеження, що існували для такого етапу.

### Жовтень
2 жовтня повідомлено, що три особи, які прибули авіарейсами з Мадрида, Ліми та Мехіко ввечері 30 вересня, прибули до країни з позитивним результатом тесту на COVID-19. За повідомленням міграційної служби Колумбії, цим пасажирам було дозволено зайти на борт літаків, незважаючи на позитивні тести, і після того, як вони пройшли новий тест після прибуття до Колумбії, було активовано протокол біозахисту, а трьох громадян було ізольовано. Після підтвердження позитивних випадків у цих пасажирів інші пасажири цих рейсів вимушені були піти на карантин. Також стало відомо, що ввечері 4 жовтня жінка з дитиною, обидві інфіковані COVID-19, прибули до країни з мексиканського міста Канкун авіарейсом авіакомпанії «Wingo».
5 жовтня під час авіарейсу з Медельїна до Боготи, який виконувала авіакомпанія «Avianca», група музикантів Медельїнського філармонічного оркестру запропонувала концерт пасажирам із використанням духових інструментів, зокрема труби, що спричинило критику авіакомпанії у зв'язку з порушенням протоколів біозахисту, оскільки експерти розглядали музичні інструменти як засіб, що допомагає поширюватись вірусу в закритих приміщеннях, зокрема кабіна літака. Наступного дня директор міграційної служби Колумбії Хуан Франциско Еспіноса повідомив, що до цього дня 70 пасажирам було відмовлено у в'їзді в країну через ненадання негативного результату тесту ПЛР, одночасно управління аеронавтики країни повідомило про відкриття розслідування як проти «Wingo», так і проти «Avianca», у з інцидентами на інцидентами за участю обох авіакомпаній.
7 жовтня розпочались III етап клінічних досліджень вакцини проти COVID-19, розробленої компанією «Janssen Pharmaceutica», за участю першої групи добровольців у місті Флоридабланка. Дослідження вакцини проводились у 10 медичних центрах по всій країні, проте 12 жовтня компанія «Johnson & Johnson» оголосила, що призупиняє дослідження, оскільки один із добровольців захворів на «незрозумілу хворобу».
19 жовтня уряд Колумбії повідомив, що в період з січня по вересень 2020 року було здійснено 242 напади на медичних працівників, що на 63 % більше, ніж за цей же період у 2019 році. Напади варіювали від погроз та дискримінації аж до травм медичного персоналу. За даними Міністерства охорони здоров'я Колумбії, близько 38 % випадків агресії проти медичних працівників відбувалися з причин, пов'язаних з пандемією, коли медсестер, лікарів, водіїв швидкої допомоги та інших медичних працівників звинувачували в некваліфікованому наданні медичної допомоги, або дискримінували, називаючи їх джерелом інфекції.
20 жовтня уряд Колумбії оголосив про заборону публічних святкувань Хелловіна 31 жовтня. За словами міністра охорони здоров'я Фернандо Руїса, рішення було прийнято, оскільки існували наукові докази того, що вечірки та збори стали основною причиною нових випадків інфікування COVID-19 в Європі, а оскільки в країні є велика кількість осіб з високим ризиком важкого перебігу коронавірусної хвороби, то слід не призводити до ситуації, коли їх життю може загрожувати небезпека. Окрім того, вважалося, що походи по вулицях та торгових центрах сприяють контакту з поширювачами інфекції, які сприяють поширенню хвороби, переходячи від одного приміщення до іншого. Нарешті, у країні намітилась тенденція до зниження кількості випадків хвороби, проте вона ще була ще ледь помітною на кривій епідемії, і такі урочистості, як Хелловін, можуть створити проблеми для збереження зазначеної тенденції. Окрім цього, адміністративні одиниці країни могли вільно встановлювати комендантську годину на вихідні, чим скористалися кілька центрів департаментів та великі міста, зокрема Букараманга, Ібаге, Тунха, Манісалес, Арменія, Перейра та Нейва.
23 жовтня підтверджено позитивний тест на коронавірус у віце-президента країни Марти Лусії Рамірес, хвороба в неї перебігала безсимптомно, вона перебувала в задовільному стані здоров'я. Уряд Колумбії заявив, що вона пройшла тест в четвер напередодні запланованої конференції з місцевими губернаторами, і що вона знаходиться на самоізоляції. Президенту країни Івану Дуке Маркесу, який повинен був виступити у своєму нічному телевізійному ефірі в понеділок, також провели тестування в четвер, результат був негативним.
24 жовтня у країні зареєстровано 1 мільйон підтверджених випадків коронавірусної хвороби, після чого Колумбія стала другою країною в Латинській Америці, в якій зареєстровано таку кількість випадків хвороби, про що повідомлено менш ніж за тиждень після досягнення такого рівня захворюваності в Аргентині, а також восьмою країною у світі, яка досягла такої кількості випадків хвороби. Того дня у країні виявлено 8769 нових випадків хвороби, 198 нових смертей, та 5727 нових одужань, загальна кількість зросла до 1007711 підтверджених випадків, 30 тисяч померлих та 907379 одужань.
28 жовтня президент країни Іван Дуке Маркес оголосив про продовження етапу вибіркового карантину до 30 листопада, з тими самими дозволами та обмеженнями, які зберігались до початку листопада.

### Листопад
Опитування, проведене з 9 листопада до 10 грудня національним адміністративним департаментом статистики, показало, що лише половина колумбійців бажає вакцинуватися проти коронавірусу. У Кібдо 72 відсотки заявили, що бажають вакцинуватися, а в Калі лише 43 відсотки опитаних виявили бажання вакцинуватися. Більшість серед тих, хто не бажав вакцинуватися, заявили, що бояться її побічних ефектів.
25 листопада президент Іван Дуке Маркес продовжив надзвичайний стан на 90 днів до 28 лютого 2021 року. Таке рішення було прийнято у зв'язку з тим, що в місті Тунха та містах в кавовій смузі, зокрема Манісалесі та Перейрі ще не пройшов пік випадків хвороби, тому запобіжні заходи потрібно було посилити до початку грудня. Продовження стану надзвичайної ситуації у галузі охорони здоров'я також передбачало продовження етапу селективної ізоляції на весь період часу, на який встановлено обмеження.
28 листопада національний інститут охорони здоров'я оприлюднив попередні висновки свого дослідження серопродуктивності, спрямовані на визначення більш точної оцінки відсотка населення Колумбії, яке вже контактувало з новим коронавірусом, як із симптомами, так і без них. Дослідження проводилось у 10 містах за такими стратегіями, як масовість, випадковий відбір проб та аналіз крові у понад 20 тисяч осіб, причому перші висновки показали, що майже 60 % обстежених у Летисії (59 %) та Барранкільї (57 %) вже виробили антитіла до коронавірусу, що може свідчити про те, що вони вже могли бути інфікованими, тоді як у Медельїні антитіла були виявлені майже у кожного третього (27 %). Хоча ці результати показали, що країна вживала низку заходів, спрямованих на формування коективного імунітету населення, проте враховуючи, що дані про серорозповсюдженість були вищими, ніж в інших країнах, стало також очевидно, що частка населення, яка ще сприйнятлива до інфікування, все ще залишається високою, а стратегія стримування поширення хвороби не є найкращою.

### Грудень
2 грудня колишній сенатор Хуан Хосе Гарсія Ромеро помер від COVID-19 у віці 76 років.
18 грудня уряд Колумбії оголосив план проведення вакцинації проти COVID-19, яка має бути проведена протягом 2021 року, після того, як країна отримала 40 мільйонів доз вакцин від «Pfizer» та «AstraZeneca». Згідно з графіком, представленим урядом, масова вакцинація розпочнеться у лютому і буде поділена на 5 етапів. Перший етап охоплюватиме всіх медичних працівників, безпосередньо зайнятих боротьбою з коронавірусною хворобою, та працівників інших служб, задіяних у боротьбі з епідемією, а також осіб віком від 80 років, які вважаються сегментом населення з найвищим ризиком. Другий етап охопить медичних працівників, які не брали безпосередньої участі в боротьбі з епідемією, а також осіб віком від 60 до 79 років, тоді як третій етап охопить осіб віком від 16 до 60 років із супутніми захворюваннями, а також усіх вчителів початкових та середніх шкіл для забезпечити повернення учнів шкіл до очних занять. Перші три етапи складатимуть перший тур, метою якого буде зменшення смертності та частоти важких випадків хвороби, а також захист медичних працівників. Другий тур, що включатиме останні два етапи, буде спрямований на зниження рівня інфікування з метою досягнення колективного імунітету, а також охоплюватиме державних службовців та осіб з професій груп ризику, а також осіб у віці від 16 до 60 років без супутніх захворювань. Для досягнення колективного імунітету уряд розраховує вакцинувати приблизно 70 % населення Колумбії, тобто 35 734 649 осіб. Особи, які вже перехворіли коронавірусною хворобою, майже 1,5 мільйона на той день, не будуть включені до плану вакцинації, не будуть включені також діти до 16 років, оскільки клінічні дослідження вакцин, що проводились до цього часу, не охопили цю частину населення. Загалом близько 34 мільйонів колумбійців матимуть право на вакцинацію.

### Січень 2021 року
Хоча на початку 2019 року в Колумбії було 5539 ліжок у відділеннях інтенсивної терапії, на початку 2021 року кількість ліжок у відділеннях інтенсивної терапії збільшилась до 11905, спеціально для задоволення очікуваних потреб у госпіталізації хворих з COVID-19. У січні 2021 року 3/4 цих ліжок були зайняті. У департаменті Кіндіо, в якому було зайнято 74 % ліжок, що практично дорівнювало середньому показнику по країні. Богота мала вищий показник (92 % загальної завантаженості та 93 % зайнятості ліжок, призначених для пацієнтів з коронавірусної хвороби).
20 січня речник Панамериканської організації охорони здоров'я повідомив, що Колумбія входить до першої групи країн, що мають право на отримання вакцини проти COVID-19 у рамках програми COVAX, оскільки вона відповідає критеріям включення до програми завдяки своїй підготовці та готовності до проведення щеплень, поставка вакцини, ймовірно, починеться з першого тижня лютого.
21 січня загальна кількість смертей від коронавірусної хвороби в Колумбії за час пандемії досягла 50 тисяч, а через два дні кількість підтверджених випадків хвороби в країні перевищила 2 мільйони.
26 січня уранці від ускладнень коронавірусної хвороби у віці 69 років в центральному військовому госпіталі в Боготі помер міністр оборони Колумбії Карлос Холмс Трухільйо. Він захворів під час візиту до Барранкільї на початку січня, та був доставлений до лікарні з позитивним тестом на COVID-19. Через два дні його перевели в Боготу і помістили в реанімаційне відділення, де він провів кілька днів у індукованій комі до смерті. Того ж дня повідомлено, що лідер профспілки Хуліо Роберто Гомес, в якого позитивний тест на коронавірус підтверджено 27 грудня, також помер від коронавірусної хвороби, провівши кілька тижнів у лікарні.
28 січня заходи Колумбії у боротьбі з поширенням коронавірусної хвороби визнані третіми найгіршими з групи у 98 країн за версією Інституту Лоуї, незалежного аналітичного центру в Австралії, дещо кращими лише ніж у Бразилії та Мексики.
29 січня президент Іван Дуке Маркес повідомив, що процес масової вакцинації в Колумбії розпочнеться 20 лютого, разом з підписанням указу про національний план вакцинації, який був оголошений у грудні в якості орієнтиру для масової вакцинації в країні. Президент також підтвердив придбання 10 мільйонів доз вакцини «Moderna» та 2,5 мільйона доз вакцини компанії «Sinovac», що в додаток до 10 мільйонів доз від «Pfizer»/«BioNTech», 10 мільйонів доз вакцини Оксфорд/«AstraZeneca», 9 мільйонів доз вакцини компанії «Janssen», та 10 мільйонів доз, отримані через COVAX, зможуть покрити потребу у вакцинації 34 мільйони колумбійців, які мають право на вакцинацію.
30 січня Національний інститут охорони здоров'я підтвердив виявлення нового варіанту P.1 вірусу SARS-CoV-2, який вже був ідентифікований у Бразилії, у 24-річного хворого з міста Табатінга в штаті Амазонас, який перетинав кордону з метою звернення за медичною допомогою в колумбійському місті Летісія. Для запобігання поширення нового штаму вірусу в країні з 29 січня призупинено транспортне сполучення з Летісією на 15 днів, авіасполучення між Колумбією та Бразилією призупинено на 30 днів.

### Лютий 2021 року
11 лютого міська влада Боготи оголосила, що тимчасова ініціатива cielo abierto (бізнес, що працює під відкритим небом) стане постійною. Для цього місто розгляне можливість коригування існуючих обмежень щодо використання простору для громадського користування в місті.
Дві сотні закордонних туристів застрягли в Летісії після того, як 30 січня у місті було виявлено надзвичайно заразний бразильський варіант вірусу COVID-19. Через два тижні уряд Колумбії погодився вивезти туристів з міжнародного аеропорту імені Альфредо Васкеса Кобо, якщо вони готові заплатити за авіаквиток. Регулярне авіасполучення з містом має відновитись 2 березня.
15 лютого перша партія вакцин проти COVID-19 виробництва «Pfizer» та «BioNTech» у кількості 50 тисяч доз прибула до міжнародного аеропорту Ель-Дорадо в Боготі, де її зустріли президент Іван Дуке Маркес, віце-президент Марта Лусія Рамірес та міністр охорони здоров'я Фернандо Руїс. Президент країни заявив, що ця перша партія вакцини буде призначена для вакцинації медичного та допоміжного персоналу, який безпосередньо залучений до боротьби з епідемією, а також підтвердив, що уряд Колумбії очікуває надходження 1,6 мільйона додаткових доз протягом наступних 30 днів. Того ж дня міністр Руїс підтвердив, що 17 лютого першими двома людьми, які отримали вакцинацію в країні, стануть медсестра інтенсивної терапії з університетської лікарні Сінселехо та ще одна медсестра національного інституту онкології у Боготі.
За словами міністра охорони здоров'я Фернандо Руїса, вакцинальна кампанія у Колумбії розпочалася у місті Салелехо вранці 17 лютого з вакцинації медсестри відділення інтенсивної терапії Вероніки Мачадо із широким висвітленням події у засобах масової інформації.
19 лютого міністерство охорони здоров'я підтвердило, що щонайменше 45 тисяч доз із першої партії у 192 тисячі доз вакцини компанії «Sinovac», яка, як очікувалося, прибуде до країни наступного дня, буде відправлено до муніципалітетів Летісія, Пуерто-Наріньйо, Міту та Ініріда в департаментах Амазонас, Ваупес та Гуаїнья для імунізації всього населення віком від 18 років. Цим рішенням уряд Колумбії мав намір створити в цих трьох департаментах, які межують з Бразилією, епідеміологічну блокаду, щоб стримати бразильський варіант вірусу, та не допустити його проникнення до інших районів країни. Ця термінова вакцинація не охоплювала вагітних та осіб із позитивним результатом тесту на COVID-19, зареєстрованим не пізніше ніж за 90 днів до початку вакцинації.
25 лютого президент країни повідомив у своєму щоденному телеефірі подальше продовження надзвичайного стану на три місяці до 31 травня 2021 року. Термін дії надзвичайного стану мав закінчитися 28 лютого.

### Березень 2021 року
За перші 2 тижні програми вакцинації введено 191480 перших доз. Експерт з охорони здоров'я Луїс Хорхе Ернандес сказав, що розповсюдження відбувалося в умовах дефіциту, враховуючи, що до Колумбії надійшло лише 509724 доз вакцини (включно з тими, які вже введені), тоді як міністерство охорони здоров'я очікувало отримати на той день 850 тисяч доз.
Президент країни повідомив, що нова комендантська година буде введена з 26 березня. У районах, де заповненість відділень інтенсивної терапії перевищувала 50 %, діяла комендантська година з опівночі, а там, де заповнюваність відділень інтенсивної терапії було понад 70 %, комендантська година починалася на 2 години раніше. Уряд був найбільше стурбований регіонами Магдалена, Антіокія, Валье-дель-Каука та Атлантіко, усі з яких мали рівень заповненості відділень інтенсивної терапії на 70–79 %.

### Квітень 2021 року
4 квітня уряд Колумбії оприлюднив нові заходи, спрямовані на стримування третьої хвилі пандемії, а також зростання кількості нових випадків у кількох містах країни. Починаючи з 5 квітня і до 19 квітня уряд доручив мерам запровадити нічну комендантську годину в містах із заповненістю відділень реанімації понад 50 %, час початку варіював залежно від завантаженості реанімацій. У містах із заповненістю відділень інтенсивної терапії понад 85 % комендантська година повинна починатися о 18:00, у містах з заповнюваністю від 80 % до 84 % повинні починатися з 20:00, у містах із заповнюваністю від 70 % до 79 % повинні починатися з 22:00, а ті, у яких завантаженість реанімаційних відділень становить від 50 % до 69 %, повинні починатися опівночі. У всіх випадках комендантська година припиняється о 5:00 наступного дня. Уряд також запровадив захід щодо обмеження індивідуальної мобільності «Pico y Cédula», при цьому готелі, ресторани та парки були звільнені від цього заходу. Медельїн і Барранкілья, де заповненість відділень інтенсивної терапії становила близько 90 %, додатково планували ввести повну заборону пересування. Поліція в Калі розігнала 10 квітня десятки вечірок, на одній з яких були присутні понад 200 осіб.
13 квітня мер Боготи оголосив, що оскільки заповненість відділень інтенсивної терапії міста зросла до 75 %, карантинні заходи будуть суворішими, ніж спочатку планувалося, до 19 квітня, а також діятимуть у вихідні з 23 по 26 квітня.
16 квітня Національний інститут охорони здоров'я підтвердив виявлення альфа-варіанту SARS-CoV-2 в 2 із 637 геномів вірусу, секвенованих до цієї дати, які, як було підтверджено, походять із зразків, взятих у департаменті Кальдас. Цей варіант, який все ще не переважав у країні, вважається більш трансмісивним, ніж початкові версії вірусу SARS-CoV-2, але не більш смертельним, ніж вони. Наступного дня лабораторія служби охорони здоров'я Боготи та Університет Лос-Андес підтвердили поширення цього варіанту, а також Гамма-варіанту в столиці, знайшовши 6 геномів, що відповідають Альфа-варіанту, і 5 геномів Гамма-варіанту.
Директор Національного інституту здоров'я Марта Оспіна назвала кілька причин хвилі квітня 2021 року, яка до кінця місяця вже показала зростання смертності. За словами посадовця, жителі країни послабили свої особисті звички щодо біозахисту та знову почали збиратися великими групами; багато людей, особливо в Боготі та Медельїні, ніколи не були інфіковані і тому були більш сприйнятливі до інфекції; і додатковий ризик становили нові варіанти SARS-CoV-2, включаючи B.1.111 (другий за поширеністю тип у Колумбії, який був більш заразним типом) і нещодавнє виявлення Гамма (P.1) і Альфа (B.1.1 .7) варіантів вірусу.

### Травень 2021 року
До другого тижня травня 96 % ліжок у відділеннях інтенсивної терапії в Боготі були заповнені. Мер Клаудія Лопес попередила, що лікарняна система майже зруйнована через рівень заповнюваності. Вона визначила Суба, Енгатіва, Кеннеді, Боза та Барріос Юнідос як найбільш постраждалі райони міста на той день. 14 травня Лопес підтвердила, що у неї позитивний результат тесту на COVID-19, і призначила керівника департаменту охорони здоров'я Боготи Алехандро Гомеса заступником мера на час її ізоляції.
З майже 15 тисяч підтверджених смертей і понад 500 тисяч нових випадків COVID-19 травень 2021 року став найсмертоноснішим місяцем пандемії в Колумбії, оскільки вважалося, що третя хвиля, яка походить від Страсного тижня в квітні, досягла плато і продовжилася до травня з добовою кількістю в середньому 20 тисяч нових випадків і 500 смертей протягом цього місяця. Оскільки заповненість відділень інтенсивної терапії у великих містах становила близько 95 %, Колумбійська асоціація фахівців з невідкладної допомоги попереджала про нестачу кисню, ліків і витратних матеріалів для догляду за хворими в критичному стані. За даними асоціації, відділення невідкладної допомоги також працювали з великим перевантаженням, їх заповненість перевищувала 160 %.
Протести в Колумбії, які розпочалися 28 квітня, також вважалися фактором, який міг вплинути на постійне зростання нових випадків у травні, причому за тиждень між 10 і 16 травня (через два тижні після перших демонстрацій) було зареєстровано 115668 випадків хвороби (6 % зростання) порівняно з попереднім тижнем) і 3446 смертей (збільшення на 9 %). У наступні два тижні кількість нових випадків становила 114000 і 150823, тоді як кількість смертей залишалася вище 3400 на тиждень (3424 і 3558). За словами низки експертів, зокрема доктора філософії з охорони здоров'я Луїса Хорхе Ернандеса, крива пандемії не почала знижуватися в другій половині травня з кількох причин: вплив скупчення людей на демонстраціях під час соціальних заворушень, що тривали в країні, та поширення нових варіантів вірусу.

### Червень 2021 року
2 червня міністерство охорони здоров'я видало постанову № 777, якою встановило критерії економічного відновлення країни. Хоча заходи самообслуговування продовжували заохочувати як загальну вказівку, муніципалітетам із заповненістю відділень інтенсивної терапії менше 85 % було дозволено відкривати нічні клуби та танцювальні майданчики, а також проводити масові заходи до 25 % місткості. Окрім цього, муніципалітети з охопленням етапом вакцинації понад 70 % зможуть збільшити місткість місць проведення заходів до 50 %, а згодом можуть підняти її до 75 % залежно від показників епідеміологічного індексу. Також було оголошено, що учні та студенти повернуться до шкіл і університетів, коли вчителі отримають другу дозу вакцини, що, за оцінками, відбудеться приблизно 15 липня згідно з графіком національного плану вакцинації.

### Липень 2021 року
Вранці 24 липня президент Іван Дуке Маркес підтвердив виявлення дельта-варіанту SARS-CoV-2 у хворого в місті Калі, який їздив до США, і мав симптоми хвороби після повернення до країни. У хворого підтвердився позитивний результат на COVID-19 після ПЛР-тесту, він перебував на ізоляції та в задовільному стані.

### Серпень 2021 року
До 10 серпня було підтверджено, що дельта-варіант SARS-CoV-2 був виявлений у Боготі, а також у департаментах Вальє-дель-Каука та Сантандер. 4 серпня в столиці Колумбії були підтверджені 4 випадки цього варіанту вірусу, тоді як у Букараманзі, центрі департаменту Сантандер, міський секретар охорони здоров'я підтвердив ще один випадок наступного дня. Дельта-варіант також поширився на Антіокію, 4 підтверджені випадки зареєстровані в Медельїні, один у Сеговії та 2 в Енвігадо , а також у департаменті Уіла.
30 серпня Всесвітня організація охорони здоров'я назвала лінію B.1.621 «варіантом Мю», та позначила її як варіант, що викликає інтерес. Цей варіант був вперше виявлений у Колумбії в січні 2021 року, і він також був найпоширенішим варіантом у країні, на який припадало 39 % ідентифікованих послідовностей і 53 % інфікувань згідно з даними Національного інституту охорони здоров'я.

### Жовтень 2021 року
26 жовтня 2021 року ВООЗ оголосила про початок клінічного дослідження вакцин «Solidarity Vaccine Trial», яке фінансується урядами Колумбії, Малі та Філіппін. У дослідженні брали участь 2 вакцини-кандидати в — є білкова субодинична вакцина від компанії «Medigen» і ДНК-вакцина, що направлена проти білка шиповидних відростків вірусу від компанії «Inovio». Очікувалося, що до програми приєднаються інші країни.

### Грудень 2021 року
Про перші випадки захворювання на варіант Омікрон уряд повідомив 20 грудня. Перші хворі нещодавно прибули із США та Іспанії. Протягом наступних кількох днів кількість нових випадків і активних випадків у Боготі різко зросла, хоча місто ще офіційно не підтвердило випадок варіанту Омікрон. У Боготі не було тестів, які могли б виявити Омікрон. Луїс Ернесто Гомес, який виконував обов'язки мера Боготи, тоді як мер Клаудія Лопес захворіла на COVID-19 вдруге, сказав перед Різдвом, що громадськість повинна припускати та поводитися так, ніби Омікрон уже поширюється в Боготі.
Станом на 30 грудня було офіційно підтверджено, що Омікрон циркулює в Боготі з 15 зареєстрованими випадками, та в департаменті Антіокія з одним зареєстрованим випадком. Крім того, міністр охорони здоров'я Фернандо Руїс заявив, що країна вступає в четверту хвилю зараження, причому кількість випадків хвороби зросла в чотирьох найважливіших містах: Боготі, Медельїні, Калі та Барранкільї.

### Січень 2022 року
На початок року Омікрон уже був чи не найпоширенішим варіантом у країні. Він був офіційно підтверджений як домінуючий варіант міністром охорони здоров'я Фернандо Руїсом 6 січня, заявивши, що станом на 2 січня Омікрон становив 60 % карти геномного спостереження в Колумбії.
28 січня Національний інститут нагляду за харчовими продуктами та ліками (Invima) схвалив противірусний препарат молнупіравір для екстреного використання для лікування інфікованих COVID-19 за особливих умов. Згідно з рішенням інституту, препарат слід використовувати для лікування легкого та середнього ступеня тяжкості хвороби у хворих з діагнозом COVID-19, підтвердженим ПЛР-тестом або тестом на антиген, а також невакцинованих осіб похилого віку, які раніше не були інфіковані вірусом, але мають принаймні один фактор ризику розвитку важкої форми COVID-19, наприклад ожиріння, захворювання серця, хронічна хвороба нирок або рак. Проте застосування молнупіравіру не рекомендовано хворим, які потребують госпіталізації, а також хворим, які починають лікування через 5 днів після появи симптомів. Крім того, його не слід застосовувати довше 5 днів, а також хворим, які раніше вже мали цю хворобу.

### Лютий 2022 року
23 лютого уряд Колумбії повідомив, що в муніципалітетах, у яких щонайменше 70 % населення повністю вакциновано (не враховуючи бустерних доз), більше не є обов'язковим використання масок для обличчя на відкритих просторах, з негайним вступом цього рішення в дію. Станом на той день 451 муніципалітет, включаючи столицю Боготу, а також Медельїн і Барранкілью, досягли 70 % порогу охоплення. Цей захід не поширювався на системи громадського транспорту, офіси, класи та інші закриті приміщення, де збирається група людей без належної вентиляції, й де людям все одно доведеться використовувати маски.

## Вплив епідемії

### Економіка та зайнятість
Епідемія коронавірусної хвороби призвела до найбільшої економічної рецесії в Колумбії за останні 100 років. У квітні рівень інфляції впав до 0,16 %, що є найнижчим рівнем інфляції з 2013 року. У травні рівень інфляції став від'ємним. Валовий внутрішній продукт Колумбії зріс лише на 1,1 % у першому триместрі 2020 року, на відміну від зростання 2,9 %, досягнутого у першому триместрі 2019 року. За другий триместр 2020 року ВВП країни впав на 15,7 % порівняно з аналогічним періодом 2019 року, що, стало найбільшим економічним спадом за останні роки в Колумбії. Найбільше постраждали наступні галузі економіки: оптова та роздрібна торгівля, ремонт автотранспортних засобів та мотоциклів, транспортування та зберігання, розміщення та обслуговування продуктів харчування (які зменшились на 34,3 % та внесли –6,6 % до річних змін); обробна промисловість (яка зменшилась на 25,4 % та внесла –3,1 % до річних змін) та будівельна промисловість (яка зменшилась на 31,7 % та внесла –2,1 % до річних змін). Загалом за перший семестр року ВВП країни зменшився на 7,4 % порівняно з аналогічним періодом попереднього року.
Щомісячний рівень безробіття в Боготі зріс від 13 % у березні до 21,6 % у квітні. На початку травня 2020 року, згідно з опитуванням McCann Worldgroup, чверть колумбійців у віці 18–25 років і п'ята частина колумбійців у віці 26–40 років втратили роботу. Багато опитаних повідомили, що їх робочий час скорочено, або вони повинні шукати додатковий приробіток. У більшості колумбійців (8 із 10) дохід став меншим, ніж до епідемії. У липні рівень безробіття в країні становив 20,2 %, зокрема в Боготі 26,1 %.

### Банки та банківська справа
Протягом перших шести місяців 2020 року понад 1,6 мільйона дорослих колумбійців вперше відкрили банківський рахунок, унаслідок чого 85 % дорослих колумбійців мали банківський рахунок. До середини квітня банк «Grupo Aval» повідомив, що він відкрив банківські рахунки для 77 тисяч пенсіонерів — людей, які мають найвищим ризиком інфікування COVID-19 через свій вік.
Починаючи з 18 травня служба фінансового нагляду Колумбії видав настанови щодо обслуговування клієнтів для банків та фінансових установ, вказуючи необхідність дотримання таких умов, як відкриття принаймні 85 % їх філій, продовження робочого часу щонайменше до шести годин на день з понеділка до п'ятниці, та чотирьох годин в суботу, та встановлення пріоритетних годин роботи з особами старшими 60 років, або осіб з особливими потребами.

### Транспортне сполучення та перевезення товарів
13 березня уряд Колумбії повідомив, що закриє кордон з Венесуелою, за короткий час уряд закрив всі сухопутні кордони країни. Після початку загальнонаціонального карантину в кінці березня як внутрішні, так і міжнародні авіарейси призупинені, виконувалися лише вантажні та гуманітарні рейси.
10 травня флагманська авіакомпанія країни «Avianca», а також друга за величиною авіакомпанія в Латинській Америці, заявила, що подала заяву про захист від банкрутства в США через вплив пандемії. Авіакомпанія після припинення всі пасажирських перевезень з кінця березня через рішення уряду закрити повітряний простір країни, повинна була утримувати на землі 142 літаки, відправити 12 тисяч із своїх 20 тисяч працівників у відпустку без збереження заробітної плати, а доходи компанії зменшились більш ніж на 80 %. Наприкінці травня підтверджено, що «LATAM Colombia», друга за величиною авіакомпанія країни, також подала заявку на захист від банкрутства.
28 травня міністр транспорту Ангела Марія Ороско повідомила, що уряд Колумбії призупинив міжнародне авіасполучення з країною щонайменше до 31 серпня, проте повідомила, що авіасполучення може відновитись у вересні. Відновлення внутрішніх авіарейсів та міжміського транспорту очікувалось у липні.
Починаючи з 20 березня, міський пасажирський транспорт працював лише на 10–15 % від звичайної завантаженості. Оскільки економіка знову активізувалась, а урядові постанови передбачали обмеження зайнятості транспортних засобів до 35 % від максимального, кількість пасажирів збільшилась, проте ще залишалася низькою. Уранці 2 травня була призупинена робота трансметро в Барранкільї на невизначений термін, оскільки пасажири не дотримувались інструкцій щодо соціального дистанціювання під час перебування в трансметро, а транспортні засоби були переповнені. Трансметро відновило свою роботу за три дні після коригування протоколів епідеміологічної безпеки в транспортній мережі.
До 11 травня транспортні засоби в Боготі, Калі, Медельїні, Букараманзі та Перейрі використовувались приблизно на одну чверть своєї звичайної зайнятості (використовуючи як орієнтир рівень перед карантином на початку березня), тоді як у Барранкільї вони працювали ще з меншим навантаженням менше 1/5 їхньої звичайної заповнюваності, а в Картахені транспортні засоби мали лише 6 % від їхньої звичайної заповнюваності. У травні підраховано, що транспортні системи масового користування Колумбії втратять 1,8 трильйона песо (450 мільйонів доларів США) до кінця 2020 року.
З 15 серпня, рух по 21 маршруту швидкісного автобусу в Калі був призупинений, а для 23 інших час руху по маршруту скорочено до пікових годин. Це рішення було прийнято внаслідок того, що епідемія спричинила зниження завантаженості міських пасажирських транспортних систем у середньому до 162 тисяч пасажирів на день, що на 63 % менше, ніж 438 тисяч пасажирів на день у лютому, тоді як дохід від продажу квитків зменшився на 60 %, унаслідок чого погіршився фінансовий стан транспортної системи.
1 вересня відновилися 38 внутрішніх авіарейсів між 16 аеропортами та автовокзалами головних міст країни, хоча автобусні компанії не зможуть виконувати рейси до тих міст, у яких урядом країни введені карантинні обмеження щодо COVID-19. На вході як в аеропорти, так і в термінали, пасажири повинні обробити руки та перевірити температуру, вхід до аеропортів дозволено лише пасажирам із квитками, а в залах очікування пасажири повинні бути в захисних масках, у залах очікування буде заборонено вживання їжі. 4 вересня повідомлено, що департаменти з рівнем зараження нижче 1000 на 100 тисяч жителів, основний шлях доступу з інших департаментів до яких здійснюється авіатранспортом, вимагатимуть від усіх пасажирів віком від 7 років результати тесту на коронавірус для надання дозволу в'їзд. Особам, які не пред'являть тесту або мають позитивний результат тесту, заборонено заходити до літака.
3 вересня міністерство охорони здоров'я видало нові настанови щодо роботи міського транспорту, міжміських транспортних перевезень, та індивідуального транспорту. Резолюція № 1537 від 2020 року дозволила міським транспортним системам працювати з максимальною завантаженістю 50 %, і вимагала вжити заходів щодо регулювання доступу пасажирів до станцій, терміналів, кас і пунктів продажу квитків, а також встановлення міток, що показують відстань у 2 метри між особами, або забезпечити інші способи соціального дистанціювання, встановлені компетентними місцевими органами влади, щоб запобігти скупченню людей. Щодо міжміських рейсів на великі відстані протокол встановлював, що маршрути слід планувати, заздалегідь визначаючи місця, де можна робити зупинки кожні три години, щоб заправити транспортний засіб паливом, скористатися ванними кімнатами, та перевірити, чи оснащені транспортні засоби достатньою кількістю індивідуальних гігієнічних засобів. У цьому протоколі вказано, що при перевезенні організованих груп населення транспортним засобом, заповненим на максимальну можливу кількість місць, усі пасажири повинні перебувати в транспортному засобі в захисних масках.
З міжнародних авіарейсів першими отримали дозвіл на відновлення рейси з Міжнародного аеропорту імені Рафаеля Нуньєса в Картахені до Форт-Лодердейла та Маямі, які відновились 19 вересня, а інші міжнародні аеропорти, включно в Боготі, Медельїні та Калі, поступово відновлюють роботу з 21 вересня. На першому етапі відновлення авіасполучення здійснюватимуться лише рейси між Колумбією та Бразилією, Еквадором, Мексикою, Гватемалою, Болівією, Домініканською Республікою та США, і починаючи з 30 вересня всі пасажири повинні будуть пред'являти при прибутті негативний ПЛР-тест на коронавірус, зроблений не пізніше ніж за 96 годин після вильоту рейсу з метою в'їзду в країну.
Обмеження руху транспорту в Боготі, відоме як pico y placa, тимчасово призупинено 20 березня, оскільки цей захід вважався непотрібним під час карантину, та мав бути відновлений 22 вересня, враховуючи те, що після скасування загальнодержавного карантину в місті знову з'явились затори та обмеження проїзду.
Поширення варіанту Омікрон на початку 2022 року призвело до перебоїв у роботі кількох авіакомпаній у країні через скасування 138 рейсів протягом перших вихідних року, що вплинуло на 17394 пасажирів. «LATAM Colombia», яка підтвердила, що 18 % її екіпажів та оперативного персоналу інфіковані Омікроном, скасувала 53 рейси, заплановані на період з 8 по 16 січня, тоді як «Avianca» повідомила про дострокове скасування кількох рейсів (переважно внутрішніх), запланованих на період з 1 по 15 січня, що дорівнювало до 4 % від загальної кількості рейсів, а «Viva Air Colombia» перепланувала 4 % своїх рейсів.
Відповідно до результатів опитування 8 столичних районів і 15 міст, опублікованих соціологічним центром DANE 16 лютого 2021 року, у 2020 році міським громадським транспортом було здійснено лише вдвічі менше поїздок порівняно з попереднім роком. Автобусна система «TransMilenio» у Боготі була репрезентативною щодо цього: і кількість пасажирів, і дохід впали вдвічі з 2019 до 2020 року.

### Роздрібна торгівля та заклади громадського харчування
Враховуючи те, що свято дня матері, яке святкується в Колумбії в другу неділю травня, є дуже важливим для закладів громадського харчування та роздрібної торгівлі, більшість з яких були закриті внаслідок загальнонаціонального локдауну, колумбійська національна федерація торгівлі попросила перенести свято на іншу дату другого семестру року після закінчення надзвичайної ситуації в галузі охорони здоров'я. У відповідь на цей запит міністр торгівлі Колумбії Хозе Мануель Рестрепо заявив, що дата свята не буде змінюватися, проте в другому семестрі року будуть надаватися додаткові вихідні дні.
Збільшення обсягів доставки їжі та поштових перевезень збільшило попит на одноразові матеріали, зокрема пластик та пінопласт. У травні 2020 року опитування громадської думки показало, що більшість населення міст Богота, Медельїн, Калі та Барранкілья схвалили використання пластику з цією метою. Опитування також показало, що половина населення віком до 25 років повідомила, що використовує більше поліетиленових пакетів, ніж рік тому, і що лише чверть повідомила про зменшення їх використання.
Перший із трьох днів з продажами без ПДВ, запроваджений колумбійською владою ще наприкінці 2019 року, спричинив продаж товарів по всій країні в 5 разів вищий, ніж у звичайний день під час пандемії, і на 30 % вищими порівняно з рівнем до початку карантину. Інтернет-продажі також були в 18 разів вищими, ніж у звичайний день, оскільки вебсайти деяких магазинів ледь могли впоратися з попитом. Президент країни Іван Дуке Маркес зазначив, що більшість людей підтримували соціальне дистанціювання протягом дня, але також визнав, що подекуди натовпи і поведінка громадян була недостатньо хорошою. Місцеві керівники, такі як мер Боготи Клаудія Лопес, назвали цей день «ковідною п'ятницею», громадяни в соціальних мережах, епідеміологи та медичні експерти висловили занепокоєння перебігом подій цього дня в розпал епідемії, зокрема в той момент, коли кількість випадків за добу швидко зростала, а пік епідемії ще не був досягнутий. Усі вони також висловили побоювання, що одним із майбутніх наслідків цих подій стане збільшення швидкості передачі вірусу, тим самим нівелюючи вплив заходів, запроваджених під час карантину. Два наступні дні без ПДВ були заплановані на 3 та 19 липня, при цьому придбання електроприладів та інших технічних пристроїв, таких як телевізори, комп'ютери та мобільні телефони, було обмежено на ті дні виключно інтернет-продажами, щоб зменшити скупчення людей у магазинах. 15 липня президент країни повідомив, що третій день без ПДВ, запланований на 19 липня, буде відкладений на більш пізній термін у зв'язку із введенням нових карантинних заходів, які будуть застосовуватися спільно з місцевою владою, оскільки в країні зростає кількість випадків коронавірусної хвороби.
На початку липня третина ресторанів у Колумбії остаточно закрилася, оскільки більшість з них не могли отримати довгострокові поступки від своїх орендодавців. У березні 2021 року, після року пандемії, галузева група «Asobares», що представляє інтереси нічних клубів, заявила, що одна чверть із 36 тисяч барів, які існували в Боготі станом на січень 2020 року, не продовжили свої ліцензії, та що 60 тисяч робочих місць у галузі було втрачено.

### Громадський порядок
Згідно з доповіддю Human Rights Watch, опублікованою в липні 2020 року, такі групи повстанців, як Армія національного визволення та Революційні збройні сили Колумбії, а також наркокартелі, також запровадили карантинні заходи ізоляції для запобігання поширення коронавірусної хвороби в деяких районах різних департаментів країни, де відсутній контроль державних органів Колумбії. У звіті зазначається, що збройні групи запроваджують правила для запобігання поширення COVID-19 щонайменше в 11 із 32 департаментів Колумбії: Араука, Болівар, Какета, Каука, Чоко, Кордова, Гуавіаре, Уїла, Наріньо, Норте-де-Сантандер та Путумайо, які, як повідомляється, були суворішими за заходи, прийняті урядом Колумбії, вони також застосовували або погрожували застосувати насильство для забезпечення виконання своїх правил, і навіть карали смертю тих, хто їх не виконував.
У квітні «Amnesty International» доповіла про ситуацію з корінними народами країни: «Корінні народи в Колумбії знаходяться в стані підвищеної небезпеки. Уряд здійснює превентивні заходи щодо COVID-19 в країні, не гарантуючи належним чином основні права корінних народів. Історично вони не мали доступу до охорони здоров'я, води чи їжі, і в контексті цієї пандемії ця ситуація набагато серйозніша, оскільки вони не мають соціальних та санітарних умов для адекватної боротьби з коронавірусною хворобою».

## Урядові заходи
24 березня президент Іван Дуке Маркес повідомив про запровадження програми під назвою Ingreso Solidario, призначеної для розподілу державної допомоги під час надзвичайної ситуації у галузі охорони здоров'я для 3 мільйонам сімей, які або працюють без належного оформлення, або не охоплені іншими програмами соціального забезпечення, подати заявку на цю допомогу можна через мережу Інтернет. Заплановано три виплати цієї допомоги, кожна з яких запланована розміром у 160 тисяч песо (38,4 доларів). На момент початку другої виплати програмою було охоплено 500 тисяч сімей. 24 червня президент країни повідомив про продовження програми «Ingreso Solidario» до грудня 2020 року. 20 липня, коли програма охоплювала 3 мільйони сімей, він оголосив про подальше продовження її дії до червня 2021 року. Інша програма під назвою «Colombia Está Contigo» призначена для доставки пакетів гуманітарної допомоги постраждалим, зокрема, трансгендерам, запроваджена Національним департаментом з боротьби з надзвичайними ситуаціями.
З 24 березня на колумбійському телебаченні розпочалась трансляція шоу «Prevención y acción» («Запобігання та дія»), яке виходило щодня з 18:00 до 19:00, у якому президент країни пояснює громадянам останні новини щодо пандемії в країні та рішення, прийняті урядом для її стримування. Хоча в цього шоу були відносно високі рейтингові показники протягом перших двох місяців, і його розглядали як приклад того, як інформувати та повідомляти громадянам новини про ситуацію з поширенням епідемії, зокрема такі особи, як помічник директора Панамериканської організація охорони здоров'я Джарбас Барбоса, опозиційні політики вважали це зловживанням президентом засобами масової інформації для нерелевантних оголошень та постійної реклами, і просили закрити це шоу. Станом на 7 липня проведено 100 випусків шоу. Щоденне президентське шоу було призупинено на невизначений термін, починаючи з 4 травня 2021 року, на тлі протестів у Колумбії 2021 року.
20 квітня 2020 року Конгрес Колумбії розпочав проведення віртуальних сесій. Існуючі правила Конгресу явно не дозволяли і не забороняли віртуальні сесії. Вперше в історії Колумбії конгрес скликався за допомогою Інтернету. Інавгурація другої чергової сесії Конгресу в році, яка повинна була відбутися 20 липня 2020 року, була підтверджена як віртуальна у присутності представників Офісу Генерального інспектора для забезпечення прозорості виборчого процесу відповідно до нових директив сенату країни.
Наприкінці червня місто Богота запровадила ініціативу «# DonatónPorLosNiños» для придбання або дарування комп'ютерів дітям, які навчаються в державних школах, для того, щоб вони мали можливість включитись в онлайн-навчання.
Департамент соціального процвітання за допомогою різних соціальних програм до кінця 2020 року планує розподілити 12,2 трильйонів песо (приблизно 3,2 мільярдів доларів США) кільком мільйонам осіб.

## Вакцинація
Вакцинація проти COVID-19 у Колумбії почалася 17 лютого 2021 року. Уряд Колумбії підтвердив, що замовив достатню кількість доз через COVAX і безпосередньо від виробників, щоб вакцинувати 34 мільйони осіб (70 % населення країни) зі сподіванням отримати колективний імунітет. Понад 70 % населення країни були повністю вакциновані. Станом на 16 серпня 2022 року 36027994 особи отримали першу дозу дводозової вакцини, 29883374 з них також отримали другу дозу, тоді як 6624372 особи були щеплені однодозовою вакциною, загалом 36507746 повністю вакцинованих осіб. Крім того, 13731703 особи отримали першу бустерну дозу та 1470593 особи отримали другу бустерну дозу вакцини, загалом по країні введено 87738036 доз вакцини.

## Благодійна допомога
Фонд «Colombia Cuida a Colombia» провів 1 травня музичний фестиваль в Інтернеті, на якому зібрали 1,9 мільярда песо (приблизно 0,5 мільйона доларів США) від 42 тисяч жертводавців.
Продюсерська компанія «Netflix» пожертвувала 500 тисяч доларів США на допомогу понад 1500 технічним працівникам кіноіндустрії, які втратили роботу. Розпорядником цих коштів стала Колумбійська академія кіномистецтва і науки.
З 6 по 9 травня Федерація лотерей Колумбії зібрала кошти для 10 тисяч продавців лотерейних квитків, які не змогли працювати під час загальнонаціонального карантину та подальшого призупинення проведення лотерей та азартних ігор.
У серпні 2020 року колумбійський мільярдер Луїс Карлос Сарм'єнто передав міністерству охорони здоров'я країни 97 апаратів штучної вентиляції легень.

## В'язниці

### Спалахи хвороби
До кінця квітня після посиленого обстеження ув'язнених у в'язниці у Вільявісенсіо в понад 15 % в'язнів було діагностовано коронавірусну хворобу. 29 квітня кількість випадків хвороби у в'язниці Вільявісенсіо досягла 314. На початку травня 7 % усіх підтверджених випадків у Колумбії знаходились у центральній тюрмі Вільявісенсіо. До 3 червня 89 % усіх випадків у департаменті Мета (878 з 983) були зареєстровані в цій в'язниці.
До 15 травня спалах у в'язниці «Ла-Пікота» в Боготі закінчився, оскільки департамент із виконання покарань Колумбії підтвердив, що 5 ув'язнених, у яких діагностували цю хворобу, вже одужали, але в 6 із 132 в'язниць країни ще продовжувались спалахи хвороби. Випадки коронавірусної хвороби підтверджені у в'язницях Флоренції, Ібаге та Гвадуаса. У в'язниці в Летісії, центрі департаменту Амазонас, за два тижні зареєстровано 90 випадків хвороби. 14 травня виявлено перший випадок коронавірусної хвороби у в'язниці «Тернера» в Картахені.
Підтверджено, що спалах у в'язниці «Вільяермоса» в Калі розпочався на початку червня, коли 6 червня підтверджено 18 випадків COVID-19 в ув'язнених, охоронців в'язниці та поліцейських. Унаслідок цього керівник департаменту охорони здоров'я Калі розпорядився провести масове тестування на коронавірус та скринінгове обстеження у в'язниці, в якій перебувало 5643 ув'язнених, перенаселеність якої складала майже на 300 %. До 8 червня кількість інфікованих у цій в'язниці досягла 119, а до 12 червня у в'язниці були інфіковані вже 312 осіб: 271 ув'язнений та 41 представник персоналу, а одна особа померла від коронавірусної хвороби.

### Заворушення
Увечері 21 березня 23 в'язні було вбито та 83 поранено під час заворушень у в'язниці «Ла Модело» в Боготі, які вибухнули на тлі побоювань поширення коронавірусної хвороби ззовні до в'язниці. Ув'язнені по всій країні протестували проти перенаселеності в'язниць, а також через погане медичне обслуговування ще з часу початку спалаху COVID-19.
4 травня в муніципальній в'язниці в Сан-Хосе-дель-Гуавіаре виникла бійка, під час якої було виявлено, що ув'язнені використовували дезінфікуючий засіб на спиртовій основі для вживання всередину. Дезінфікуючий засіб був подарований ув'язненим для підтримання чистоти своїх житлових приміщень під час епідемії коронавірусної хвороби.

### Звільнення ув'язнених
15 квітня уряд країни видав указ (який було оголошено за три тижні до цього) про те, щоб дозволити 5 тисячам ув'язненим повернутися до своїх домівок. Більшість з них складали ув'язнені, які були інвалідами, хворими, старшими 60 років, або молодими матерями (вагітними, годувальницями або мали дітей молодших 3 років), та які вже відбули близько половини свого початкового строку покарання. До 4 травня відповідно до цього указу було звільнено 268 ув'язнених. Окрім того, тисячі інших в'язнів були звільнені за звичайними механізмами, зокрема закінчення строку покарання. До середини травня було затверджено клопотання про звільнення понад 500 ув'язнених, але близько 1000 прохань про зменшення строку покарання було відхилено.